# 道場英莉
道場 英莉（どうじょう えり、1994年5月14日 - ）は日本の子役。京都府出身。血液型はO型。趣味、特技はピアノと水泳。松竹芸能所属。

## テレビドラマ
- 水戸黄門 第35部・熊本 (TBS)

## 舞台
- 吉例顔見世興行 （2001年、京都南座） －　助六 禿
- 七月大歌舞伎 （2003年、大阪松竹座） －　高時 犬
- 太夫さん （2004年、大阪松竹座） －　禿
- 吉例顔見世興行 （2004年、京都南座） －　助六 禿
- ヤマトタケル （2005年、大阪松竹座スーパー歌舞伎） －　小姓